# Гуров, Владимир Алексеевич
Владимир Алексеевич Гуров  (род. 22 января 1954 г., с. Ермолаево, Кумертауский район, Башкирская АССР, СССР) — советский и российский военный историк. Доктор исторических наук, доцент. Профессор Академии военных наук Российской Федерации, профессор кафедры истории и философии Тольяттинского государственного университета. Полковник запаса.
С 1993 г. по 2008 г. выполнял правительственные задания на Северном Кавказе, Республике Таджикистане, Абхазии-Грузии.

## Биография
Родился в семье служащего. По национальности — русский.
В 1971 году окончил 10 классов средней школы г. Кумертау.
В 1975 году окончил Ленинградское высшее общевойсковое командное дважды Краснознамённое училище имени С. М. Кирова. В 1983 году поступил в Военную академию имени М. В. Фрунзе, которую окончил в 1986 году.
В 2004 году в Самарском государственном педагогическом университете под научным руководством доктора исторических наук, профессора А. Э. Лифшища защитил диссертацию на соискание учёной степени кандидата исторических наук по теме «Вооружённые силы СССР и Российской Федерации во внутренних этнических и региональных конфликтах: первый исторический опыт, уроки (1988–1998 годах)» (специальность 07.00.02 — Отечественная история); официальные оппоненты — доктор исторических наук, профессор Г. М. Ипполитов и кандидат исторических наук, доцент Г. М. Ганчар; ведущая организация — Военная академия Генерального штаба Вооружённых Сил Российской Федерации.
В 2005 году избран профессором Академии военных наук Российской Федерации.
В декабре 2006 года присвоено ученое звание доцента.
В 2011—2015 годах — доцент, а в 2010—2011 и с 2015 года — профессор кафедры истории и философии Гуманитарно-педагогического института Тольяттинского государственного университета.
В 2014 году в Оренбургском государственном педагогическом университете защитил диссертацию на соискание учёной степени доктора исторических наук по теме «Отечественные Вооружённые Силы и их роль в разрешении вооружённых конфликтов в 1988—2008 годах» (специальность 07.00.02 — Отечественная история); научный консультант — доктор исторических наук, профессор Г. М. Ипполитов; официальные оппоненты — доктор исторических наук, профессор В. Н. Воронов, доктор исторических наук, профессор В. Я. Ефремов и доктор исторических наук, профессор С. Н. Полторак; ведущая организация — Санкт-Петербургский институт истории РАН.

## Военная служба
Проходил службу в Группе советских войск в Германии в должности командира взвода, командира роты, начальника штаба батальона. В 1980 году направлен в Ленинградский военный округ, в г. Архангельск (начальник штаба батальона и командир батальона). В 1986 году был назначен в Средне-Азиатский военный округ, где проходил службу в должностях от начальника штаба, командира полка (г. Караганда) до начальника группы планирования 32 армии (г. Семипалатинск), офицера для особых поручений в штабе округа Среднеазиатского военного округа (г. Алма-Ата) в 1986–1989 годах. В 1989 году продолжил службу в г. Улан-Удэ, в ставке войск Дальнего Востока. В 1990 году находился в командировке в Республике Вьетнам. В 1992 году переведён в штаб 40-й Отдельной армии Туркестанского военного округа (г. Ташкент). С 1993 года – служба в Приволжском военном округе (г. Самара) в качестве офицера оперативного управления, заместителя начальника отдела кадров. В 1994–1995 годах выполнял задачи по наведению конституционного порядка в Чеченской Республике. В 1990 и 1996 годах проходил службу в составе Коллективных миротворческих сил в Республике Таджикистан, в 1998 году – в составе миротворческих сил по поддержанию мира в Республике Грузия (Абхазия).
В 1998 года назначен преподавателем Тольяттинского филиала Военного инженерно-технического университета. С 2002—2009 годах — старший преподаватель — начальник штаба местной обороны кафедры тактики и общевойсковых дисциплин Тольяттинского военного технического института. В 2005–2008 годах находился в служебной командировке в Республике Таджикистан в должности старшего группы военных специалистов по подготовке военных специалистов в вузах Министерства обороны Республики Таджикистан от Министерства обороны Российской Федерации.
В 2009 году уволен из рядов Вооружённых сил Российской Федерации в звании полковника.

## Награды
- Орден Мужества
- Орден «За военные заслуги»
- Орден «За службу Родине в Вооружённых Силах СССР» III степени
- Медаль Суворова
- Медаль «За отличие в воинской службе» I степени
- Медаль «За отличие в воинской службе» II степени
- Медаль «За боевое содружество»
- Медаль «За выполнение миротворческой операции»
- Медаль «За разминирование»
- Медаль «Ветеран боевых действий»
- Медаль «За службу на Северном Кавказе»
- Медаль «За верность долгу и отечеству»
- Медаль «За безупречную службу» I степени
- Медаль «За безупречную службу» II степени
- Медаль «За безупречную службу» III степени
- Юбилейная медаль «60 лет Вооружённых Сил СССР»
- Юбилейная медаль «70 лет Вооружённых Сил СССР»
- Медаль «200 лет Министерству обороны»
- Нагрудный знак «Участник миротворческой миссии в Абхазии, Грузия»
- Нагрудный знак «Отличник погранслужбы»
- Нагрудный знак «За отличное несение боевого дежурства»
- Памятный знак «Куйбышев — запасная столица»

Другими юбилейными и иностранными медалями.
Неоднократно награждался почетными грамотами и благодарственными письмами за  культурно-просветительскую работу и патриотическое воспитание молодежи.

## Научные труды

### Монографии
- Гуров В. А. Помнить всегда — хранить вечно: внутренние локальные вооружённые конфликты в новейшей истории Отечества: опыт, уроки, итоги XX века : ист. очерк. Воспоминания / Под ред. А. П. Позднякова, В. Ф. Шевченко; Тольят. фил. Воен. инженер.-техн. ун-та, Каф. тактики и общевойсковых дисциплин. — Тольятти: Изд-во ТФ ВИТУ, 2003. — 135 с.
- Гуров В. А. Этнические, региональные конфликты современности и армия: первый исторический опыт (1988–1998 гг.). — Тольятти: Изд-во ТВТИ, 2005.
- Гуров В. А. Историография и исторические причины локальных войн и вооруженных конфликтов на постсоветском пространстве: первый исторический опыт (1988—2005 гг.): монография. — Тольятти; Самара : Изд-во ВИТУ, 2010. — 207 с. ISBN 978-5-91715-058-1
- Гуров В. А. Применение отечественных Вооружённых сил во внутренних региональных конфликтах (1988-2008 гг.): монография / Тольяттинский гос. ун-т. — Тольятти; Самара : Ас Гард, 2012. — 137 с. ISBN 978-5-4259-0141-5
- Гуров В. А. Советские, российские вооружённые силы: их роль в разрешении вооруженных конфликтов в 1988—2008 гг.: монография / М-во образования и науки РФ, Поволжская гос. социально-гуманитарная акад., Тольяттинский гос. ун-т, Отд-ние военной истории Акад. военных наук, Международная ассоц. исторической психологии — отд-ние Российского философского о-ва. — Самара: Ас Гард, 2013. — 533 с. ISBN 978-5-4259-0228-3
- Гуров В. А. Правовое регулирование применения вооружённых сил Российской Федерации: монография / Министерство образования и науки Российской Федерации, Опорный вуз Тольяттинский государственный университет, Отделение военной истории Академии военных наук РФ. — Тольятти : Анна, 2018. —  98 с. ISBN 978-5-6040670-5-5 : 500 экз.
- Гуров В.А. Чтобы знали и помнили: роль России в разрешении вооруженных конфликтов (1988–2020 гг.). — Москва ; Берлин : Директ-Медиа, 2021. — 464 с. — ISBN 978-5-4499-2607-4.

### Статьи
- Гуров, В. А. К вопросу о роли И. В. Сталина в Великой Отечественной войне 1941-1945 гг.// Вектор науки ТГУ. 2010. №1 (11).  Тольятти: Изд-во ТГУ, 2010.
- Гуров, В. А. Участие формирований Красной Армии в борьбе с басмачеством в 1922-1931 гг. // Известия Академии наук РТ. 2007. № 1. Душанбе: Дониш, 2007.
- Гуров, В. А. Некоторые  аспекты участия Вооружённых сил СССР в вооружённых конфликтах на Кавказе (1920-1956 гг.) // Вектор науки ТГУ. 2010. №3 (13). Тольятти: Изд-во ТГУ, 2010.
- Гуров, В. А. Конкретно-исторические условия, влияющие на роль вооружённых сил в разрешении локальных войн и вооружённых конфликтов в период перестройки и постперестроечный период (вторая половина 1980-х – первая половина 1990 гг.) // Клио. 2010. № 2(49). Санкт-Петербург: Изд-во Полторак, 2010.
- Гуров, В. А. Вооружённые силы СССР и России на постсоветском пространстве: некоторые аспекты // Вектор науки ТГУ. 2010.  № 4(14). Тольятти: Изд-во ТГУ, 2010.
- Гуров, В. А. Роль вооружённых сил России в разрешении конфликтных столкновений в Средней Азии (1995-1998 гг.) // Вектор науки ТГУ. 2010. № 4 (14). Тольятти: Изд-во ТГУ,2010.
- Гуров, В. А. Некоторый исторический опыт применения войск в локальных войнах и вооружённых конфликтах (Афганистан, Ирак, Чечня) // Клио. 2010.  № 3 (50). Санкт-Петербург: Изд-во Полторак, 2010.
- Гуров, В. А. Международный терроризм: некоторые аспекты проблемы в историческом контексте // Известия Самарского научного центра (СНЦ) РАН. 2010. Т. 12. № 6(38). Самара: Изд-во СамНЦ РАН, 2010.
- Гуров, В. А. Задачи вооружённых сил России и стран СНГ по обеспечению национальной безопасности на постсоветском пространстве // Вестник Орловского государственного университета. 2010. Орёл: Изд-во ООО Горизонт, 2010.
- Гуров, В. А. Российские вооружённые силы в миротворческих операциях по сохранению мира в Таджикистане (1992-2000 гг.) // Клио. 2011. № 1 (52). Санкт-Петербург: Изд-во Полторак, 2011.
- Гуров, В. А. Вооружённые силы России и Республики Таджикистан: некоторые аспекты стратегического партнерства (1992-2008 гг.) // Известия СНЦ РАН. 2011. Т. 13. № 3 (41). Самара, Изд-во СамНЦ РАН, 2011.
- Гуров, В. А. Некоторые аспекты применения вооружённых сил Российской Федерации в операции по принуждению грузинских агрессоров к миру в Южной Осетии и Абхазии // Известия СНЦ РАН. 2011. Т. 13. № 3 (2). Самара, Изд-во СамНЦ РАН, 2011. С. 464-468.
- Гуров, В. А Историческая обусловленность Грузино-Абхазского вооруженного конфликта(1989-1993 гг.)// Вектор науки ТГУ. 2011. № 1 (15). Тольятти: Изд-во ТГУ, 2011.
- Гуров, В. А Государственная концепция и нормативно-правовая база применения вооруженных сил Российской Федерации в миротворческих операциях на постсоветском пространстве и в борьбе с международным терроризмом // Исторические, философские, политические и юридические науки, культурология и искусствоведение. Вопросы теории и практики. 2011. № 6 (12). Тамбов:  Изд-во «Грамота», 2011. Ч. 3.
- Гуров, В. А. Применение отечественных  вооружённых сил в разрешении вооружённых конфликтов (1988-2008 гг.): краткий научный обзор некоторых архивных источников // Клио. 2012. Санкт-Петербург, 2012. № 2(62).
- Гуров, В. А. Вооружённые силы СССР в армяно-азербайджанском(Карабахском) вооружённом конфликте(1988-1991 гг.) // Известия Самарского НЦ РАН. 2012. Т. 14. № 3.
- Гуров, В. А Вооружённые силы в борьбе с международным терроризмом (1999-2010 гг.)// Вектор науки ТГУ. 2012. № 2(20). Тольятти: ТГУ, 2012.
- Гуров, В. А. Исторический опыт применения пограничных войск КГБ СССР и ФСБ Российской Федерации в формировании «пояса безопасности» на северных границах Афганистана в 1979–2005 гг. // Вектор науки ТГУ. 2014. № 1 (27). Тольятти: ТГУ, 2014. С. 101-104.
- Гуров, В. А Государственная концепция и нормативно-правовая база применения отечественных вооружённых сил в вооружённых конфликтах в период с 1988 г. по 2008 г. // Известия Самарского НЦ РАН. 2015. Т. 17. № 3 (2). С. 445-452.